# Salvia bulleyana
Salvia bulleyana es una planta herbácea perteneciente a la familia de las lamiáceas. Es originaria de Yunnan provincia de China, donde crece en las laderas de 2.100 a 3.400 metros de altitud. 

## Descripción
S. bulleyana crece con unos pocos tallos ramificados con hojas ovadas a ovado-triangulares.
Las inflorescencias son 4 verticilastros de flores sueltas en racimos o panículas que tienen 15 a 30 cm , con una corola de color púrpura-azul, que mide 2 cm.
S. bulleyana está estrechamente relacionada y es comúnmente confundida con otra salvia de Yunnan, Salvia flava. En los viveros comerciales de Gran Bretaña y los EE. UU., S. flava se vende a menudo como S. bulleyana. Las flores de S. bulleyana son de color púrpura-azul sin manchas, mientras que S. flava tiene las flores de color amarillo a amarillo-marrón, con una mancha púrpura en el labio inferior.

## Taxonomía
Salvia bulleyana fue descrita por Ludwig Diels y publicado en Notes from the Royal Botanic Garden, Edinburgh 5(25): 233. 1912.
Etimología
Ver: Salvia